# Паркер (Канзас)
Паркер (енгл. Parker) град је у америчкој савезној држави Канзас.

## Демографија
По попису из 2010. године број становника је 277, што је 4 (-1,4%) становника мање него 2000. године.
| Група             | 2000.       | 2010.       |
| Белци             | 274 (97,5%) | 260 (93,9%) |
| Афроамериканци    | 0 (0,0%)    | 0 (0,0%)    |
| Азијати           | 0 (0,0%)    | 0 (0,0%)    |
| Хиспаноамериканци | 1 (0,4%)    | 15 (5,4%)   |
| Укупно            | 281         | 277         |